# Roderick Thorp
Roderick Mayne Thorp Junior (* 1. September 1936 in New York; † 28. April 1999 in Oxnard) war ein US-amerikanischer Schriftsteller. Er schrieb Kriminalromane, darunter die Romanvorlagen für die Filme Der Detektiv und Stirb langsam.

## Leben
Er studierte am City College of New York, das ihm für seine Kurzgeschichten Auszeichnungen verlieh, und wo er 1957 seinen Abschluss machte. Er arbeitete zunächst als Autoverkäufer, bei einem Herrenausstatter, für eine Versicherung, und gründete eine Catering-Firma. Als junger Mann arbeitete er auch als Agent für die Detektei seines Vaters.
Nach seinem mäßig erfolgreichen Erstling Into the Forest von 1961 wurde Hartnäckig 1966 ein Bestseller. Bei Hartnäckig geht es um den abgeklärten Polizisten Joe Leland. Der Stoff wurde 1968 von Gordon Douglas mit Frank Sinatra in der Hauptrolle als Der Detektiv verfilmt. Sein dritter Roman, Dionysus (1969), erzählt die Geschichte eines Schwarzen, der in eine weiße Frau verliebt ist, und der dabei aufkommenden Aversionen.
1971 führte er zusammen mit Robert Blake Interviews mit Schülern und Studenten, die sie als The Music of Their Laughter herausgaben. Darin zeichnet sich ein Bild einer entfremdeten und freiheitssuchenden Generation ab. Mit Blake verfasste er im gleichen Jahr auch den Krimi Wives.
Von 1971 bis 1976 war er Dozent für Literatur am Ramapo College of New Jersey in Mahwah. Danach zog er nach Kalifornien und gab dort Vorlesungen im kreativen Schreiben. Die Figur des Joe Leland aus Hartnäckig taucht wieder 1979 in Stirb langsam  auf. Die Filmversion von 1988 (Drehbuch: Jeb Stuart und Steven E. de Souza) macht aus Leland den von Bruce Willis gespielten John McClane. Über das Internet betreute Thorp angehende Schriftsteller. Er schrieb auch Artikel für Zeitungen und Zeitschriften. Roderick Thorp war verheiratet und hatte zwei Söhne.

## Werke
- Into the Forest (1961)
- Hartnäckig (The Detective, 1966)
- Dionysus (1969)
- mit Robert Blake (Hrsg.): The Music of Their Laughter (1971)
- Wives (1971 mit Robert Blake)
- Slaves
- Circle of Love (1974)
- Westfield (1977)
- Stirb langsam (Nothing Lasts Forever 1979)
- Jenny and Barnum: A Novel of Love (1981)
- Rainbow Drive (1986)
- Devlin
- River: A Novel of the Green River Killings (1995)